# Аеродром Чељабинск
Међународни аеродром Чељабинск (рус. Международный аэропорт Челя́бинск (Бала́ндино)) (IATA: CEK , ICAO: USCC ) је аеродром федералног значаја   у граду Чељабинску у Чељабинска област на јужном Уралу у Руској Федерацији. Понекад се назива и Аеродром Баландино. Аеродром се налази на 22. месту у земљи по промету путника (1,7 милиона путника). Опслужује и велике авионе и може паркирати до 51 авион. Аеродром је чвориште  руских авиокомпанија Ural Airlines и  Yamal Airlines.

## Положај
Налази се у североисточном делу града, 18 километара од центра, у металуршкој области, два километра западно од села Баландино и истоимене железничке станице.

## Историја
Први пут је авион  из Чељабинска полетео 1930. и то за  суседни град Магнитогорск.
Садашњи аеродром Чељабинск, који се у почетку звао аеродром Баландино, отворен је крајем 1953. године са путничким терминалом, радио централом и пословном зградом. Полетно-слетна стаза је бетонирана у децембру 1962. а годину дана касније, на аеродром је слетио први млазни авион Ту-104. Нови терминал изграђен је 1974. године и до данас је остао у функцији као једна од терминалских зграда. 1994. године аеродром  је приватизован и започео је прве међународне летове. У августу 1999. године је пуштен  у рад нови међународни терминал аеродрома и саграђена нова дужа полетно-слетна стаза је 1999. године.
Аеродром прихвата тешке летелице, укључујући Боеинг 747 и Ан-225.
У совјетско доба путнички саобраћај достизао и до 1,1 милион путника годишње да би током 1990-их веома опао . Тек у 2012. години, први пут од распада Совјетског Савеза, путнички саобраћај аеродрома у Чељабинску премашио је цифру од милион путника, а у 2013. надмашио је претходни историјски максимум забележен 1989. (1,1 милион људи).

### Проширење аеродрома и изградња новог терминала
У 2018. години започела је реконструкција аеродрома Чељабинск у оквиру припрема за самите ШОС и БРИКС, који ће се у граду одржати 2020. године. Пројекат укључује изградњу потпуно новог терминала, и који је почео у лето 2018. Нови терминал је почео с радом 27. новембра 2019. Комплекс ће моћи да прима 2,5 милиона путника годишње.. После реконструкције, аеродром у Чељабинску може да рачуна да ће добити трећу категорију Међународне организације цивилног ваздухопловства (ICAO). Након тога, он ће добити право да прима авионе у било које доба године, по било ком времену. Ову категорију у Русији имају само московски аеродром Домодедово и Шереметјево и аеродром Пулково у Санкт Петербургу.

## Приступ аеродрому
До аеродрома возе аутобуси број 1, 41, 45, минибус број 82, као посебан експресни аутобусом (цена 75 рубаља). Дефинитиван проблем је што јавни превоз до аеродрома вози само током дана, а главни поласци и доласци одвијају се касно у ноћ.

## Дестинације
| Airlines           | Destinations |
| ------------------ | --- |
| Azur Air           | чартер: Анталија (од 21.04.2020) чартер: Пукет |
| Nordwind Airlines  | Москва ( Шереметјево) сезонски: Анталија (од 01.05.2020), Симферопољ (од 03.06.2020), Сочи чартер: Монастир (од 27.05.2020) чартер: Патаја, Пукет |
| Onur Air           | чартер: Анталија (од 11.06.2020) |
| Pegas Fly          | Москва ( Шереметјево) чартер: Аеродром Анталија чартер: Пукет                                                                                     |
| Red Wings Airlines | Анталија сезонски: Симферопољ (од 03.06.2020), Сочи (од 03.06.2020)                                                                               |
| Royal Flight       | чартер: Анталија (од 26.04.2020), Ираклион (од 30.05.2020), Енфида (од 31.05.2020) чартер: Гоа, Дубаи (Ал Мактум)                                 |
| SmartAvia          | Санкт-Петербург сезонски: Симферопољ, Сочи |
| S7 Airlines        | Москва (Домодедово), Новосибирск |
| Азимут             | Краснодар, Минеральные Воды, Ростов-на-Дону |
| Аерофлот           | Москва ( Шереметјево) |
| Росија             | Санкт-Петербург |
| ИрАеро             | сезонски: Симферопољ (од 26.05.2020) |
| Победа             | Москва (Внуково), Санкт-Петербург, Сочи сезонски: Анапа (од 07.06.2020)                                                                           |
| RusLine            | Нарјан-Мар, Сиктивкар |
| Ural Airlines      | Душанбе, Краснодар (од 15.04.2020), Москва (Домодедово), Сочи сезонски: Симферопољ (од 15.04.2020)                                                |
| UVT Aero           | Волгоград, Казањ, Краснојарск (Јемељјаново), Нижњи Новгород, Нови Уренгој, Омск, Самара, Сургут сезонски: Анапа, Геленџик                         |
| Јамал              | чартер: Анталија |

## Инциденти
- 26. маја 2008. Теретни авион Ан-12 компаније Московија срушио се 30 км северно од Чељабинска. Неоптерећени авион био је на путу за Перм када се у кабини појавио дим, само минута након полетања. Пилот је затражио дозволу за хитно слетање. На повратку ка аеродрому, авион се срушио 11 км пре полетно-слетне стазе. Узрок судара је вероватно био квар на електронској електроници. Свих девет људи на броду је настрадало[9].